# Dormição da Virgem (El Greco)
A Dormição da Virgem, por El Greco, que ilustra o episódio da Dormição de Maria, foi provavelmente criado perto do fim do período cretense do artista (antes de 1567). A assinatura de El Greco, na base do candelabro central, foi descoberta em 1983. A descoberta desta obra pertencente ao mestre levou à atribuição de três outras obras assinadas de "Doménicos" para El Greco (Modena Triptych,St. Luke Painting the Virgin and Child e The Adoration of the Magi) e depois à aceitação de mais obras, como autênticas, ou não (tais como The Passion of Christ (Pietà with Angels) pintada em 1566),
Esta descoberta foi um importante avanço para o entendimento sobre os anteriores trabalho e carreira de El Greco. O quadro combina os estilos pós-bizantino e maneirismo italiano. El Greco é agora visto como um artista com formação e treinamento em Creta; posteriormente pintou em Veneza e em Roma.
O ícone, que retém a sua função como objecto de culto na Igreja da Morte da Virgem, em Siro, provavelmente foi trazida para a ilha durante a Guerra da Independência Grega.[carece de fontes?]